# إم. كي. هوبسون
إم. كي. هوبسون (بالإنجليزية: M. K. Hobson)‏ (21 يناير 1969، ريفرسايد في الولايات المتحدة)؛ روائية أمريكية.